# Galahad (groupe)
Galahad est un groupe de rock progressif britannique. Formé en 1985, il compte 10 albums studio, 6 albums live et 3 compilations de raretés.

## Biographie
Galahad joue en concert principalement en Europe et en Amérique du Nord. Ils sont publiés par le label Avalon Records. Les rééditions sont publiées en association avec le label polonais Oskar Productions. 
Le chanteur Stuart Nicholson décrit les premiers jours de Galahad ainsi : « ...le groupe s'est formé juste après la dite seconde vague de groupes ‘prog’ comme Marillion, Pallas, IQ, Twelfth Night, Pendragon etc. des groupes prog qui ont émergé au début des années '80. Ils ont tous commencé entre 1978–1981 et on a commencé en 1985 après que la bulle se soit crevée, mais on n'a pas continué sérieusement jusqu'en 1990. Pour être honnête, on jouait les premiers temps juste pour le fun et on n'avait pas conscience des contrats. Ce n'est qu'à partir du moment où on a joué avec des grands groupes qu'on y a songé sérieusement. Aujourd'hui, on est aussi bons que ces gars alors pourquoi pas continuer... »
En 2012, après 27 ans d'existence, Galahad sort son tout premier album, Battle Scars, avec Ritual Echo Records, sur vinyle 180 gram, et en édition limitée collector de 300 exemplaires.
Le membre fondateur Roy Keyworth quitte le groupe en mars 2017. Le producteur Karl Groom remplace Keyworth sur l'album Quiet Storms publié en mai 2017, mais ne rejoint pas le groupe à plein temps. 
Lee Abraham devient officiellement le nouveau guitariste de Galahad le 23 octobre 2017 après l'enregistrement de l'album Seas of Change, publié en janvier 2018. En 2018 toujours, Abraham revient à nouveau dans le groupe.

## Membres

### Membres actuels
- Stuart Nicholson - chant (depuis 1985)
- Spencer Luckman - batterie (depuis 1987)
- Dean Baker - claviers (depuis 1997)
- Mark Spencer - guitare (2012–2014), basse (depuis 2018)
- Lee Abraham - guitare (depuis 2017)

### Anciens membres
- Roy Keyworth - guitare (1985–1998, 1999–2017)
- Paddy O’Callaghan - batterie (1985–1987)
- John O’Callaghan: guitare (1985) (décédé)
- Mike Hooker - claviers (1985–1987)
- Nick Hodgson - claviers (1985–1987)
- Paul Watts - basse (1985–1989)
- Steve Pearson - batterie (1987)
- Mike Hewetson - claviers (1987–1988)
- Mark Andrews - claviers (1988–1991)
- Pat McCann - basse (1989)
- Tim Ashton - basse (1989–1992, 2014-2017)
- Karl Garrett - claviers (1991–1997)
- Neil Pepper - basse (1992–2002, 2009–2011) (décédé)
- Craig Wilson - guitare (1998–1999)
- Peter Wallbridge - basse (2002–2004)
- Mike Kneller - basse (2004–2005)

## Discographie

### Albums studio
- 1991 : Nothing Is Written
- 1993 : In a Moment of Complete Madness
- 1995 : Sleepers
- 1998 : Following Ghosts
- 2002 : Year Zero
- 2007 : Empires Never Last
- 2012 : Battle Scars
- 2012 : Beyond the Realms of Euphoria
- 2017 : Quiet Storms
- 2018 : Seas of Change
- 2022 : The Last Great Adventurer
- 2023 : The Long Goodbye

### Albums live
- 1995 : Classic Rock Live
- 2006 : Resonance
- 2009 : Sleepless in Phoenixville
- 2012 : Whitchurch 92/93

### Compilations
- 1992 : Other Crimes and Misdemeanours
- 1995 : Other Crimes and Misdemenours II
- 2001 : Other Crimes and Misdemenours III